# Mike Thomas
Pour les articles homonymes, voir Thomas.
Mike Thomas (né le 8 février 1990 à New Maryland, dans la province du Nouveau-Brunswick au Canada) est un joueur canadien de hockey sur glace.

## Carrière de joueur
Lors de la saison 2006-2007, il commence sa carrière avec les Sea Dogs de Saint-Jean de la Ligue de hockey junior majeur du Québec. En 2010-2011, il aide son club à remporter la Coupe du président et par la suite la Coupe Memorial. Entre 2009 et 2011, il est le capitaine des Sea Dogs.
Lors de la saison 2011-2012, il commence sa carrière professionnelle, alors qu'il évolue avec les Falcons de Springfield et les Griffins de Grand Rapids de la Ligue américaine de hockey, ainsi qu'avec l'Express de Chicago et le Walleye de Toledo de l'East Coast Hockey League.
À l'automne 2012, il dispute quelques matchs avec le Eastlink CeeBee Stars de la Newfoundland Senior Hockey League, puis le 15 novembre, il se joint aux Cataractes de Grand-Sault du Circuit de hockey sénior Roger-Lizotte.
À l'automne 2013 il se joint aux Reds de l'Université du Nouveau-Brunswick.

## Statistiques
| Saison    | Équipe                                    | Ligue          |    | Saison régulière | Saison régulière | Saison régulière | Saison régulière | Saison régulière |   | Séries éliminatoires | Séries éliminatoires | Séries éliminatoires | Séries éliminatoires | Séries éliminatoires |
| Saison    | Équipe                                    | Ligue          | PJ | B                | A                | Pts              | Pun              | PJ               | B | A                    | Pts                  | Pun                  |                      |                      |
| 2006-2007 | Sea Dogs de Saint-Jean                    | LHJMQ          | 46 | 1                | 3                | 4                | 58               | -                | - | -                    | -                    | -                    |                      |                      |
| 2007-2008 | Sea Dogs de Saint-Jean                    | LHJMQ          | 68 | 7                | 6                | 13               | 82               | 14               | 2 | 1                    | 3                    | 13                   |                      |                      |
| 2008-2009 | Sea Dogs de Saint-Jean                    | LHJMQ          | 66 | 6                | 16               | 22               | 143              | 4                | 0 | 1                    | 1                    | 0                    |                      |                      |
| 2009-2010 | Sea Dogs de Saint-Jean                    | LHJMQ          | 51 | 9                | 11               | 20               | 115              | 18               | 4 | 3                    | 7                    | 11                   |                      |                      |
| 2010-2011 | Sea Dogs de Saint-Jean                    | LHJMQ          | 57 | 14               | 10               | 24               | 72               | 19               | 3 | 6                    | 9                    | 19                   |                      |                      |
| 2011      | Sea Dogs de Saint-Jean                    | Coupe Memorial | -  | -                | -                | -                | -                | 4                | 0 | 0                    | 0                    | 4                    |                      |                      |
| 2011-2012 | Falcons de Springfield                    | LAH            | 25 | 1                | 3                | 4                | 16               | -                | - | -                    | -                    | -                    |                      |                      |
| 2011-2012 | Griffins de Grand Rapids                  | LAH            | 9  | 0                | 1                | 1                | 15               | -                | - | -                    | -                    | -                    |                      |                      |
| 2011-2012 | Express de Chicago                        | ECHL           | 2  | 0                | 0                | 0                | 4                | -                | - | -                    | -                    | -                    |                      |                      |
| 2011-2012 | Walleye de Toledo                         | ECHL           | 29 | 5                | 7                | 12               | 64               | -                | - | -                    | -                    | -                    |                      |                      |
| 2012-2013 | Eastlink CeeBee Stars                     | NLSHL          | 8  | 1                | 2                | 3                | 2                | -                | - | -                    | -                    | -                    |                      |                      |
| 2012-2013 | Cataractes de Grand-Sault                 | CRL            | 21 | 17               | 25               | 42               | 51               |                  | 2 | 5                    | 7                    |                      |                      |                      |
| 2013-2014 | Reds de l'Université du Nouveau-Brunswick | U Sports       | 25 | 6                | 2                | 8                | 111              | -                | - | -                    | -                    | -                    |                      |                      |
| 2014-2015 | Perth-Andover River VT                    | CRL            | 10 | 2                | 7                | 9                | 34               | -                | - | -                    | -                    | -                    |                      |                      |
| 2015-2016 | Reds de l'Université du Nouveau-Brunswick | U Sports       | 8  | 0                | 2                | 2                | 16               | 4                | 1 | 0                    | 1                    | 8                    |                      |                      |
| 2015-2016 | Perth-Andover River VT                    | CRL            | 8  | 9                | 6                | 15               | 40               | -                | - | -                    | -                    | -                    |                      |                      |
| 2016-2017 | Reds de l'Université du Nouveau-Brunswick | U Sports       | 21 | 4                | 8                | 12               | 88               | 5                | 0 | 0                    | 0                    | 17                   |                      |                      |
| 2017-2018 | Reds de l'Université du Nouveau-Brunswick | U Sports       | 30 | 4                | 4                | 8                | 78               | 5                | 1 | 0                    | 1                    | 4                    |                      |                      |
| 2018-2019 | Perth-Andover River VT                    | CRL            | 24 | 13               | 19               | 32               | 55               | -                | - | -                    | -                    | -                    |                      |                      |
| 201-2020  | Perth-Andover River VT                    | CRL            | 21 | 5                | 18               | 23               | 95               | 9                | 3 | 4                    | 7                    |                      |                      |                      |

## Trophées et honneurs personnels
- 2010-2011 : remporte la Coupe du président de la Ligue de hockey junior majeur du Québec et la Coupe Memorial avec les Sea Dogs de Saint-Jean.